# Yaser Ali Al-Gabr
Yaser Al-Gabr (sinh ngày 1 tháng 1 năm 1993) là một cầu thủ bóng đá người Yemen thi đấu cho Al-Oruba.

## Danh hiệu
Al-Oruba
Vô địch
- Siêu cúp bóng đá Yemen: 2011